# 布拉德·亨利
布拉德·亨利（Brad Henry；1963年7月10日—）是美國的一位政治人物。在2003年至2011年期間，布拉德·亨利德擔任第26任奧克拉荷馬州州長職務。他的黨籍是民主黨。亨利在2006年11月7日以66%的得票率連任奧克拉荷馬州長職務。